# Штайнер, Хуго фон
Хуго фон Штайнер (нем. Hugo von Steiner, полное имя Хуго Энгель Йозеф Манфред Штайнер фон Эльтенберг, нем. Hugo Engel Josef Manfred Steiner von Eltenberg; 2 декабря 1862, Задар — 30 августа 1942, Вена) — австрийский альтист и композитор.
Внук Иоганна Адама Штайнера (1759—1829), подполковника артиллерии, возведённого в 1815 г. в дворянское достоинство императором Францем за отличие в боях против Наполеона. По материнской линии происходил из графского рода Гризогоно-Бортолацци, племянник Динко Гризогоно-Бортолацци.
Окончил Венскую консерваторию (1883), ученик Якоба Грюна, Франца Кренна и Роберта Фукса. В 1895—1911 гг. играл на альте в оркестре Венской придворной оперы, в 1895—1901 гг. одновременно альтист Квартета Розе.
Написал три концерта для альта с оркестром (1909, 1910, 1924), ряд других пьес для своего инструмента.
В 1907—1931 гг. преподавал скрипку и альт в Венской консерватории.